# Семенченко, Наталия Витальевна
Ната́лия Вита́льевна Семе́нченко (*24 января 1976, Киев, Киевская область) — украинский писатель-публицист, профессор, доктор экономических наук, руководитель ЦНМ «ДОСВІД».

## Биография
Родилась 24 января 1976 года в Киеве. В 1998 году закончила издательско-полиграфический факультет Национального технического университета Украины «КПИ» по специальности "Менеджмент в непроизводственной сфере". В 1999 году поступила в аспирантуру на факультете менеджмента и маркетинга НТУУ "КПИ".
В период с 2000 по 2005 активно принимает участие в европейских научных конференциях. В 2005 году защищает кандидатскую диссертацию на тему: "Стратегия формирования надежности сбытовых структур". Этой работой Наталия впервые вводит и обосновывает понятие "надежность" в экономике (до этого использовалось лишь в техническом направлении). С этого же года Наталия начинает сотрудничать с Украинской академией наук, где выполняет экономическое обоснование для ряда проектов академии. Активно публикуется, выпускает монографию. В 2006 году получает звание член-корреспондента Украинской академии наук.
Период  2008-2010 годов знаменуется увлечением публицистикой. Наталия выпускает три свои книги («Охота на правду», «Образование в Украине», «Образование и интеллект»), которые в целом передают современное состояние Украины, а также восприятие украинскими гражданами глобальных изменений в мире и родной стране.. 10 ноября 2010 года Наталия провела интернет конференцию на тему: "Экономические перспективы Украины через призму местных выборов", где пользователи в течение трех дней могли задавать любые вопросы касательно её взглядов на дальнейшее развитие Украины.
В целом на начало 2012 года количество публикаций Семенченко Наталии превышает 100 трудов, среди которых основная масса научные и социально-экономические статьи, 5 монографий и три публицистические книги.
19 декабря 2011 года Наталия защитила докторскую диссертацию на тему: «Генезис реструктуризации предприятий в условиях глобализации» (приказ Министерства образования и науки, молодежи и спорта Украины от 17.02.2012 №187).
В 2011 году Наталия начинает выпуск своей программы "Досвід" раз в неделю на Первом национальном канале украинского телевидения. Основная идея программы - разобраться в сути происходящих реформ в украинском государстве. Наталия не только ведущая, но и автор программы. Сценарии разрабатывает самостоятельно. Гости программы ведущие ученые, политики, эксперты. За 9 месяцев ротации на телевидении в передаче успели поучаствовать многие украинские политические и государственные деятели, такие как Лавринович Александр Владимирович (Министр юстиции Украины), Присяжнюк Николай Владимирович (Министр аграрной политики и продовольствия Украины), Тигипко Сергей Леонидович (украинский финансовый и политический деятель, вице-премьер-министр Украины – Министр социальной политики Украины), Литвин Владимир Михайлович(украинский политик, председатель Верховной Рады Украины в 2002—2006 годах и с 9 декабря 2008 года и по сей день. Герой Украины), Табачник Дмитрий Владимирович (Министр образования и науки, молодежи и спорта Украины), Порошенко Пётр Алексеевич (экс-министр иностранных дел Украины, глава Наблюдательного Совета Национального Банка Украины), Ющенко Виктор Андреевич (украинский государственный и политический деятель, третий Президент Украины), Кравчук Леонид Макарович (1-й Президент Украины, Председатель научно-экспертной группы по подготовке Конституционной Ассамблеи), Мороз Александр Александрович (3-й и 7-й Председатель ВР Украины), Кинах Анатолий Кириллович (глава Украинского союза промышленников и предпринимателей, народный депутат Украины), Емец Илья Николаевич (кардиохирург, доктор медицинских наук, заслуженный врач Украины, экс-министр здравоохранения Украины), Нарочницкая Наталия Алексеевна (российский политический деятель, историк и политолог), Присяжнюк, Анатолий Иосифович (Губернатор Киевской области), Матвиенко Валентина Ивановна (4-й Председатель Совета Федерации Федерального Собрания Российской Федерации), Кучерена Анатолий Григорьевич (председатель комиссии Общественной палаты РФ по контролю за деятельностью правоохранительных органов, силовых структур и реформированию судебной системы), Близнюк Анатолий Михайлович (украинский политик, Министр регионального развития, строительства и жилищно-коммунального хозяйства Украины в правительстве Николая Азарова) и другие.
В декабре 2014 года Наталья выносит на суд общественности трилогию в серии «Охота на правду»: «Независимость», «Революция», «Коррупция». В своих книгах автор фундаментально изучает и показывает читателю внутриполитическую и экономическую ситуацию в Украине, попутно раскрывая тенденции и изменения в глобализированном мире. С презентацией своих книг Наталья посещает ряд восточно-европейских стран, а также проводит конференции и круглые столы в Украине. Главная тема публичных выступлений – борьба с коррупцией. Весной 2015 года Наталья Семенченко становится руководителем ЦНМ «Досвид», который занимается научными исследованиями и инновациями.
С 04.12.2015 по 10.06.2016 года ток-шоу "Досвід" выходит каждую пятницу на «5 канале», в прямом эфире которого обсуждаются важнейшие темы экономического, политического и социального развития Украины.
Осенью 2017 года Наталья с активной группой студенческого сообщества основывает Открытую Студенческую Ассоциацию (ОСА), при которой начинает работу интеллектуальный клуб ОСА. Два раза в месяц в клубе проводятся публичные встречи с экспертами, представителями науки и бизнеса, активными интеллектуалами и просто успешными личностями с видеосъемкой. Обсуждаются самые волнующие вопросы в обществе, государстве, экономике, науке и технике.
Несколько раз появлялась на страницах популярных печатных СМИ в Украине: журнал "Власть денег" (Май 2007, №131), журнал "Статус" (№ 48/166), журнал "Свободная трибуна" (№5/92 2011), журнал "Публичные люди" (№5 май 2011), газета "2000", газета "Факты", газета "ТОП-10", газета "Газета по-киевски", газета "Україна молода", газета "Business Ukraine".
Владеет русским, украинским, английским языками. Со словарем - венгерским и итальянским.

## Хобби
- Путешествия.
- Культура, быт, образование иностранных государств.
- Активно занимается спортом. Имеет награды по плаванию, шахматам, стрельбе.

## Книги
- «Охота на правду» (Киев: Саммит-книга, 2009), тираж 3000 экз., ISBN 978-966-7889-43-2;
- «Образование в Украине» (Киев: Саммит-книга, 2010), тираж 2000 экз., ISBN 978-966-7889-60-9;
- «Образование и интеллект» (Киев: Саммит-книга, 2010), тираж 1000 экз., ISBN 978-966-7889-66-1.
- «Охота на правду. Независимость» (Киев: Саммит-книга, 2015), тираж 1000 экз., ISBN 978-617-7182-33-6
- «Охота на правду. Революция» (Киев: Саммит-книга, 2015), тираж 1000 экз., ISBN 978-617-7182-34-3
- «Охота на правду. Коррупция» (Киев: Саммит-книга, 2015), тираж 1000 экз., ISBN 978-617-7182-35-0

## Награды
- В 2009 году книжка «Охота на правду» экспертами ХІ Всеукраинского рейтинга «Книжка року» была признана одной из лучших в категории «Научно-популярная литература, публицистика».[31]

## Семейное положение
- Замужем
- Воспитывает двоих детей